# Giftfisch
Als Giftfische werden Fische bezeichnet, die Toxine produzieren oder anreichern (sequestrieren). Giftige Fische finden sich sowohl unter den Knorpelfischen als auch unter den Knochenfischen. Die Anzahl der giftigen Fischarten wird auf 1200 geschätzt, das sind wesentlich mehr als die Giftschlangenarten.
Es werden aktiv giftige Fische und passiv giftige Fische unterschieden.
- Die aktiv giftigen Fische benutzen die von ihnen produzierten Toxine zur Abwehr von Feinden oder zum Nahrungserwerb. Das Gift kann durch Zähne oder Stacheln aktiv übertragen werden. Aktiv giftige Knorpelfische finden sich bei den Seekatzen (Chimaeriformes), den Stierkopfhaien (Heterodontus) und den Stechrochenartigen (Myliobatiformes). Bei den Echten Knochenfischen (Teleostei) verfügen Arten der Froschfische (Batrachoididae), die Arten der Skorpionfische (Scorpaenidae), die Petermännchen (Trachinidae), Himmelsgucker (Uranoscopidae) und die Kaninchenfische (Siganidae) über Giftstacheln, die Säbelzahnschleimfische (Nemophini) besitzen Giftzähne.

- Passiv giftige Fische produzieren Toxine in bestimmten Organen oder reichern die von anderen Organismen produzierten Giftstoffe über die Nahrungskette in ihrem Körper an. Beim Verzehr können diese Substanzen zu Fischvergiftungen führen. Zu den passiv giftigen Fischen gehören Seifenbarsche (Grammistini), Kugelfische (Tetraodontidae), Igelfische (Diodontidae) und Kofferfische (Ostraciidae).

In der Literatur finden sich auch die Bezeichnungen Giftfische für Fische, die einen Giftapparat zur Erzeugung beziehungsweise Einverleibung von Giften besitzen, und giftige Fische, deren Genuss gesundheitsgefährdend sein kann.